# Sumène (affluent de la Loire)
Pour les articles homonymes, voir Sumène (homonymie).
La Sumène est une petite rivière dans la Haute-Loire, affluent de rive droite de la Loire.

## Géographie
Sumène, du gaulois "su" : bon, bien, et  "mena" : cheminer. La Sumène est ainsi une rivière qui a un bon cheminement. 
La Sumène, longue de vingt-cinq kilomètres, est une rivière torrentielle qui prend sa source sur le massif du Meygal dans la commune de Queyrières au nord-est du village de Monedeyres, près du lieu-dit les Chalayes, et à moins d'un kilomètre au nord-est du mont Chabrier (1 230 m), à 1 185 m d'altitude.
Puis elle traverse les communes de Saint-Julien-Chapteuil, de Saint-Pierre-Eynac, où elle passe au pied de la butte d'Eynac, et de Blavozy où se trouve le Pont-de-Sumène, construit en 1359.
La Sumène touche encore la commune de Saint-Germain-Laprade et se jette dans la Loire, rive droite, au sud du hameau de Peyredeyre, commune de Chaspinhac, à l'altitude 582 mètres,.

### Communes et cantons traversés
Dans le seul département de la Haute-Loire, la Sumène traverse six communes et trois cantons :
- dans le sens amont vers aval : Queyrières (source), Saint-Julien-Chapteuil, Saint-Pierre-Eynac, Saint-Germain-Laprade, Blavozy, Chaspinhac.

Soit en termes de cantons, la Sumène prend sa source dans le canton de Saint-Julien-Chapteuil, traverse le canton du Puy-en-Velay-Est conflue dans le canton du Puy-en-Velay-Nord dans l'arrondissement du Puy-en-Velay.

## Affluents
La Sumène a neuf affluents référencés dont :
- le ruisseau de Neyzac (rg) 3,1 km sur la commune de Saint-Julien-Chapteuil.
- le ruisseau du Fraisse (rg) 4,6 km sur la commune de Saint-Julien-Chapteuil avec un affluent :
  - le ruisseau de la Ribe (rg) 2,4 km sur les deux communes de Montusclat et Saint-Julien-Chapteuil
- le Riou Merlan, ou ruisseau du Merlan[4] (rd), 7,7 km sur les trois communes de Queyrières, Saint-Julien-Chapteuil et Saint-Pierre-Eynac.
- le ruisseau de Grande-Raze, 3,5 km sur les deux communes de Blavozy et Saint-Germain-Laprade avec un affluent :
  - le ruisseau de la Trende (rg), 2,3 km sur Saint-Germain-Laprade.
- le ruisseau de Chaspinhac (rd), 2,5 km sur la seule commune de Chaspinhac.

## Hydrologie

### La Sumène à Blavozy
Une station hydrologique est implantée à Blavozy. Le débit moyen calculé sur 4003 jours est d'environ 3,5 m3/s.

### Crues
Le débit instantané maximal a été de 162 m3/s le 2 novembre 2008 pour un débit journalier maximal de 77,10 m3/s le même jour.